# Министр иностранных дел Бельгии
Министр иностранных дел Бельгии (нидерл. Minister van buitenlandse zaken België, фр. ministre des Affaires étrangères du Belgique, нем. Außenminister Belgiens) — министерский пост в федеральном правительстве Бельгии, который отвечает за внешнюю политику страны. Он один из глав федеральной общественной службы иностранных дел, внешней торговли и развития сотрудничества, более обычно известной, как ФОС иностранных дел, и является федеральной общественной службой Бельгии. ФОС была создана в соответствии с королевским указом 8 марта 2002 года, как часть планов первого кабинета Верхофстадта, чтобы модернизировать федеральную администрацию. Первое министерство иностранных дел было создано 25 февраля 1831 года, в период Бельгийской революции.

## Министры иностранных дел Бельгии с 25 февраля 1831
- Сильвен ван де Вейер — (25 февраля — 23 марта 1831)
- Жозеф Лебо — (28 марта — 10 июля 1831)
- Этьен де Соваж — (10 — 21 июля 1831)[1]
- Феликс де Мюленер — (26 июля 1831 — 17 сентября 1832)
- Альбер Жозеф Гобле д’Альвьелла — (20 октября 1832 — 1 августа 1834)
- Феликс де Мюленер — (4 августа 1834—1836)
- Бартелеми Теодор де Тё де Мейландт — (1836 — 18 апреля 1840)
- Жозеф Лебо — (18 апреля 1840 — 13 апреля 1841)
- Камиль де Брией — (13 апреля 1841 — 16 апреля 1843)
- Феликс де Мюленер — (16 апреля 1843 — 19 июня 1845)
- Адольф Дешам — (30 июля 1845 — 12 августа 1847)
- Констан д’Оффшмидт — (12 августа 1847 — 28 сентября 1852)
- Анри де Бруккер — (31 октября 1852 — 2 марта 1855)
- виконт Шарль Вилэн XIII — (30 марта 1855 — 30 октября 1857)
- Адольф де Вриер — (9 ноября 1857 — 26 октября 1861)
- Шарль Рожье — (26 октября 1861 — 21 декабря 1867)
- Жюль Вандер Стишлен — (3 января 1868 — 16 июня 1870)
- барон Жюль Жозеф д’Анетан— (2 июля 1870 — 1 декабря 1871)
- граф Гийом д’Апремон Линден — (7 декабря 1871 — 11 июня 1878)
- Вальтер Фрер-Орбан — (18 июня 1878 — 10 июня 1884)
- барон Альфонс де Морё — (16 июня — 26 октября 1884)
- принц Мари Жозеф де Рике де Караман — (26 октября 1884 — 29 марта 1892)
- Огюст Беернарт — (29 марта — 31 октября 1892)
- граф Хендрик де Мероде-Вестерлоо — (31 октября 1892 — 25 мая 1895)
- Жюль де Бюрле — (25 мая 1895 — 11 января 1896)
- Жак Брассен — (11 января — 25 февраля 1896)
- Поль де Фавро — (25 февраля 1896 — 12 апреля 1907)
- Жюльен Давиньон — (1 мая 1907 — 18 января 1916)
- Эжен Байенс — (18 января 1916 — 4 августа 1917)
- Шарль де Броквиль — (4 августа 1917 — 1 января 1918)
- Поль Иманс — (1 января 1918 — 28 августа 1920)
- Леон Делакруа — (28 августа — 3 ноября 1920)
- Анри Жаспар — (20 ноября 1920 — 11 марта 1924)
- Поль Иманс — (11 марта 1924 — 5 апреля 1925)
- Альберик Рюзетт — (13 — 22 мая 1925)
- Эмиль Вандервельде — (17 июня 1925 — 21 ноября 1927)
- Поль Иманс — (22 ноября 1927 — 12 июня 1934)
- Анри Жаспар — (12 июня — 13 ноября 1934)
- Поль Иманс — (20 ноября 1934 — 19 марта 1935)
- Поль ван Зеланд — (25 марта 1935 — 26 мая 1936)
- Поль-Анри Спаак — (13 июня 1936 — 21 января 1939)
- Поль Иманс — (21 января — 21 февраля 1939)
- Эжен Судан — (21 февраля — 18 апреля 1939)
- Альбер Девез — (18 апреля — 3 сентября 1939)
- Поль-Анри Спаак[2] — (3 сентября 1939 — 11 августа 1949)
- Поль ван Зеланд — (11 августа 1949 — 23 апреля 1954)
- Поль-Анри Спаак — (23 апреля 1954 — 13 мая 1957)
- Виктор Ларок (13 мая 1957 — 26 июня 1958)
- Пьер Виньи (26 июня 1958 — 25 апреля 1961)
- Поль-Анри Спаак (25 апреля 1961 — 19 марта 1966)
- Пьер Шарль Армель (19 марта 1966 — 26 января 1973)
- Ренаат ван Илсланде (26 января 1973 — 3 июня 1977)
- Анри Симоне (3 июня 1977 — 18 мая 1980)
- Шарль-Фердинанд Нотом (18 мая 1980 — 17 декабря 1981)
- Лео Тиндеманс (17 декабря 1981 — 19 июня 1989)
- Марк Эйскенс (19 июня 1989 — 7 марта 1992)
- Вилли Клас (7 марта 1992 — 10 октября 1994)
- Франк Ванденбрук[англ.] (10 октября 1994 — 22 марта 1995)
- Эрик Дерик (22 марта 1995 — 12 июля 1999)
- Луи Мишель (12 июля 1999 — 20 июля 2004)
- Карел де Гухт (20 июля 2004 — 17 июля 2009)
- Ив Летерм (17 июля 2009 — 25 ноября 2009)
- Стевен Ванакере (25 ноября 2009 — 6 декабря 2011)
- Дидье Рейндерс (6 декабря 2011 — 30 ноября 2019)
- Филипп Гоффен (30 ноября 2019 — 1 октября 2020)
- Софи Вильмес (1 октября 2020 — 15 июля 2022)
- Хаджа Лабиб (15 июля 2022 — 30 ноября 2024)
- Бернар Кентен (2 декабря 2024 — 3 февраля 2025)
- Максим Прево (с 3 февраля 2025)